# إليزابيت يورين
إليزابيث يورين (اسمها عند الولادة إليزابيث ماتيلدا فيلهلمينا يورين؛ 9 يوليو 1864-20 أغسطس 1939) معلمة سويدية، وناشطة في مجال حقوق المرأة والسلام.
وُلدت يورين في أبرشية ستورا كوباربيرغ، وتخرجت من معهد مدرسين في ستوكهولم عام 1884. عُينت بعد عدة سنوات من التدريس في مدارس مختلفة للفتيات والسفر خارج البلاد عدة مرات، في معهد أوميو للإعداد للمدارس العامة في عام 1893، حيث حثت على العديد من الإصلاحات، بما في ذلك افتتاح مكتبة مدرسية وإنشاء دار عمل بلدية.
أصبحت في عام 1903 رئيسة الفرع المحلي المعني بحق تصويت المرأة في الجمعية الوطنية لحق تصويت النساء، حتى غادرت أوميو إلى العاصمة السويدية بعد حوالي عام. بدأت العمل في ستوكهولم في معهد الإعداد للمدارس العامة كمدرّسة وأمينة مكتبة. كانت في عام 1918 واحدة من أوائل النساء في السويد اللاتي جرى تعيينهن كمحاضرات في معهد للتعليم العالي، وهو المنصب الذي شغلته حتى تقاعدها في عام 1924.
نشطت خلال السنوات التي أمضتها في ستوكهولم في حركة السلام وإدراج التفكير السلمي في التعليم المدرسي، فضلًا عن الحركات الدينية المسكونية. توفيت عام 1939 ودُفنت في سولنا.

## سيرة الحياة

### الحياة الشخصية
ولدت إليزابيت يورين في بيرغسغاردن، في أبرشية ستورا كوباربيرغ في منطقة دالارنا عام 1864. كان والداها قاضي المقاطعة الرئيسي في منطقة فالو القضائية، جوستوس لودفيج يورين (1806–1885)، وزوجته إليزابيث كريستينا يورين (سودرمارك قبل الزواج، 1829-1904). شقيقها الأصغر لودفيج ماغنوس يورين (1866–1936) والذي شغل منصب عمدة إيكشو وعمل كمدقق حسابات في فوج سمولاند هوسار. لم تتزوج يورين قط ولم تنجب أي أطفال، على غرار العديد من النساء العاملات الأخريات في ذلك الوقت. توفيت في 20 أغسطس 1939 عن عمر يناهز 75 عامًا نتيجة تليف الكبد والتهاب المثانة والحويضة -التهاب في المسالك البولية والكلى- في مستشفى الصليب الأحمر في نورا جورجاردن في ستوكهولم، ودُفنت بجانب والديها في المقبرة الشمالية في سولنا.

### التدريب التربوي
أكملت يورين الدراسة بعد تعليمها الأساسي، ودرست في المعهد التعليمي الملكي المتقدم للإناث في ستوكهولم، وتخرجت في عام 1884. ذهبت في رحلات متكررة خارج البلاد لمواصلة تعليمها وإثراء معرفتها باللغات الأجنبية، فزارت هانوفر وسويسرا في عام 1889، وإنجلترا في عام 1891. سافرت بعد السنوات اللاحقة إلى النرويج (1898)، وألمانيا وإيطاليا وتيرول (1907)، والدنمارك (1907 و1917) وفرنسا (1921).
وفي السويد، بدأت يورين العمل كمعلمة في ستوكهولم، بدايةً في دار المعلمين الملكي للفتيات بين عامي 1885-1887، وفي مدرسة برومرشكا بين عامي 1885-1887، وبعد ذلك في المدرسة الثانوية للبنات بين عامي 1887-1892. تابعت مراحل أخرى في التعليم التربوي في عام 1893، وتخرجت للمرة الثانية من المعهد التعليمي الملكي المتقدم للإناث. انتقلت بعد ذلك إلى أوميو، مسقط رأس والدتها، حيث عُينت معلمة في معهد أوميو للإعداد للمدارس العامة.

### المشاركة في نشاط السلام والمسكونية والإصلاح الاجتماعي
عادت إليزابيت يورين إلى ستوكهولم بعد وفاة والدتها في عام 1904، التي أمضت السنوات الأخيرة من حياتها في شقة ابنتها في أوميو، وواصلت العمل كمعلمة للغة السويدية ودراسات الطبيعة والتربية والمنهجية في معهد الإعداد للمدارس العامة في ماريا براستغاردسغاتا في منطقة سودرمالم.
دعت مرة أخرى- بناءً على نجاحها في أوميو- إلى إنشاء مكتبة مدرسية أصبحت الأمينة فيها. ناصرت مع زميلتها ماري لويز جاجنر، من بين آخرين، توفير الأدب المكتوب جيدًا وبأسعار معقولة للشباب، وانتقدت بشدة ما يسمى بأدب الجوالين: الكتب والأوراق القصصية التي بيعت في المناطق الريفية في السويد، واشتهرت بكونها سطحية ورهيبة ومروجة للأخبار المثيرة.
واصلت يورين عملها الإصلاحي في المجال التربوي، وأصبحت وزميلاتها المشابهات لها مؤيدات بشدة للتغييرات الهيكلية في التعليم العام. انضمت إلى مجلس إدارة الجمعية السويدية لمعلمي المعاهد في عام 1906، وشغلت منصب نائبة رئيسها بين عامي 1913-1918. أتاح التغيير التشريعي في عام 1918 للنساء العمل كمحاضرات في التعليم العالي، فرُقيت إليزابيت يورين إلى منصب محاضرة في معهد ستوكهولم التدريبي في موضوعات علم النفس والتربية واللغة السويدية، ما جعلها من أوائل المحاضرات في مؤسسة تعليمية متقدمة، إذ كان منصبها من أعلى المناصب العامة المتاحة للنساء في السويد. أصبحت يورين في نفس العام مديرة بديلة للكلية، لكنها تخلت عن هذا المنصب في عام 1920. تقاعدت كمعلمة ومحاضرة في عام 1924 عن عمر يناهز الستين.
اتجهت يورين لاحقًا وبشكل متزايد إلى الإيمان المسيحي وبرامج الإصلاح المجتمعي والاجتماعي ذات الصلة. انضمت إلى جمعية حياة المجتمع المسيحي بعد تأسيسها عام 1917، ومن خلالها تواصلت مع رئيس الجمعية واللاهوتي ومدير المدرسة والمصلح الاجتماعي ناتانائيل بيسكو، وكذلك الكاتب الناشط إيبا باولي. أسسوا في عام 1912 بيركاغاردن، أول ما دُعي ببيوت «الاستيطان» في السويد (هيمغارد) التي كانت بمثابة نقاط اتصال بين فقراء المناطق الحضرية والمتطوعين من الطبقة المتوسطة، وقدمت خدمات مثل التعليم والرعاية النهارية للأطفال أو المساعدة الطبية، مع توجه مسيحي قوي.
دعمت يورين بشدة العمل التربوي المسكوني والاجتماعي في بيركاغاردن، وهو الأمر الذي سلط عليه الضوء في النعي المنشور في سفينسكا داجبلاديت عند وفاتها في عام 1939. وُصفت بأنها شديدة التعبد، وأنشأت أيضًا اتصالات وثيقة مع الكويكرز السويديين، وجمعية الأصدقاء خلال ثلاثينيات القرن العشرين، وكانت المرأة الوحيدة التي عُينت في الوكالة المسكونية السويدية في عام 1933.
انخرطت إليزابيت يورين أيضًا في حركة السلام السويدية، ولا سيما الدعوة إلى تعليم السلام في المدارس العامة. استطاعت يورين بشخصيتها الرائدة في حركة السلام السويدية وبمساعدة ماتيلدا فيدغرين التي كانت معلمة أيضًا وخريجة من معهد ستوكهولم التعليمي الملكي المتقدم للإناث، التعرف على معلمات أخريات معنيات بتثقيف تلاميذ المدارس حول القضايا المتعلقة بالسلام والقيم الديمقراطية بهدف «تعزيز الروح الأخلاقية والاجتماعية التي يجب أن تشكل الأساس الضروري للعلاقة بين الشعوب».
اكتسبت الحركة أكبر قدر من الاهتمام أثناء الحرب العالمية الأولى وبعدها مع جمعية السلام في المدارس السويدية التي كانت نشطة بين عامي 1919-1956. شغلت إليزابيت يورين منصبي رئيسة الجمعية ونائبة الرئيس بالتناوب، ولعبت أيضًا دورًا قياديًا في المنظمة الشقيقة، اتحاد السلام لمعلمي الشمال حتى عام 1936.

### الإشادات
أظهرت الجمعيات التي كانت عضوةً فيها أو كانت تابعة لها احترامها لها عند وفاتها، من خلال الخطب أو إرسال الأكاليل والزهور عند حرق جثتها ودفنها في المقبرة الشمالية في سولنا. كانت مديرة الكلية آنا سورنسن من بين الذين خطبوا، كممثلة للمعهد الشعبي والرابطة السويدية لمدرسي المعاهد، وأيضًا المدير إن جاي نوردستروم من جمعية حياة المجتمع المسيحي، والمعلمة غريتا ستيندال من جمعية السلام للمعلمين الشماليين. ذهب ميراث يورين إلى صندوق الميراث العام لعدم وجود أقارب درجة أولى على قيد الحياة.